# Монорейкова дорога

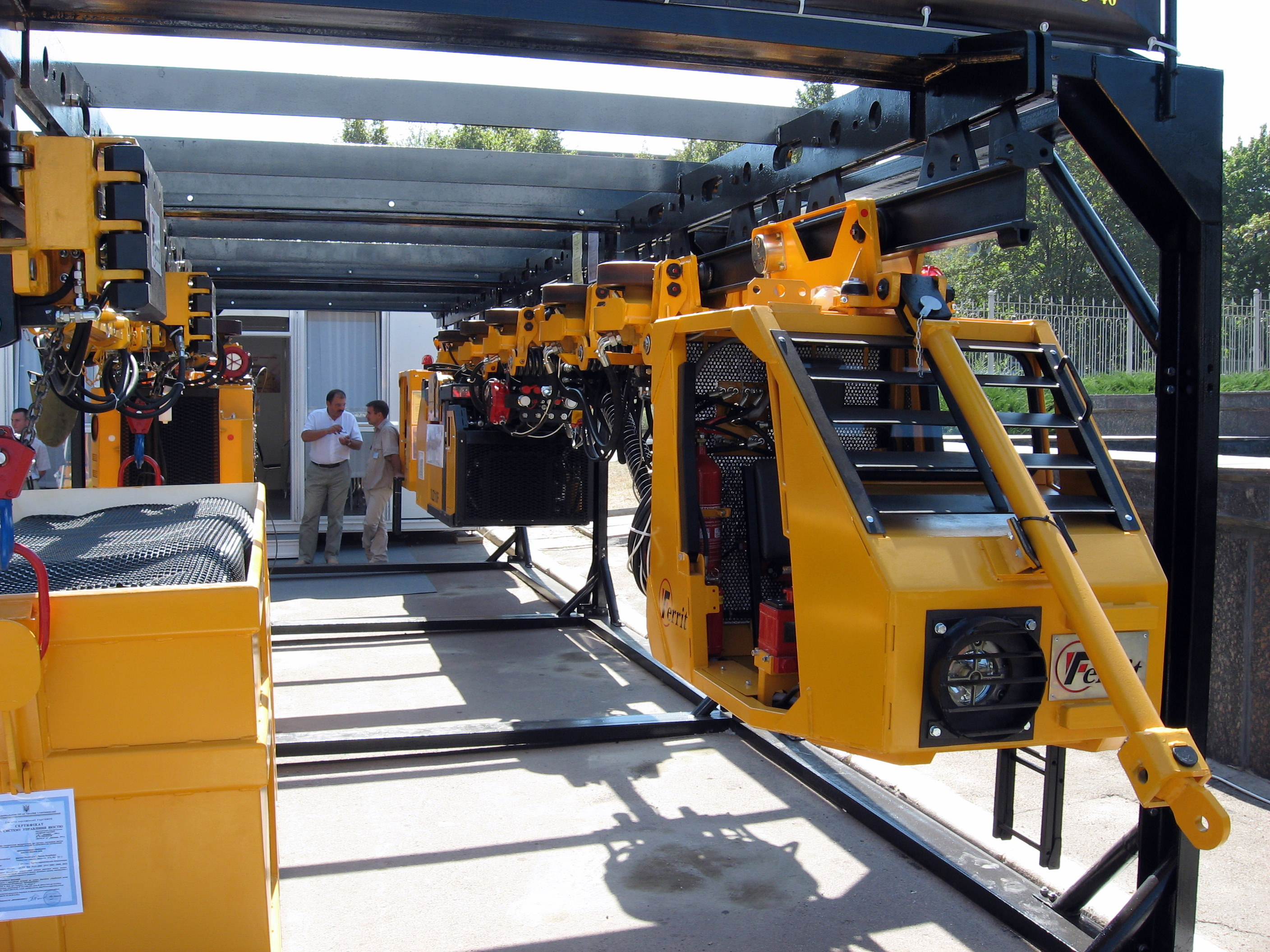
Дизельна шахтна монорейкова дорога

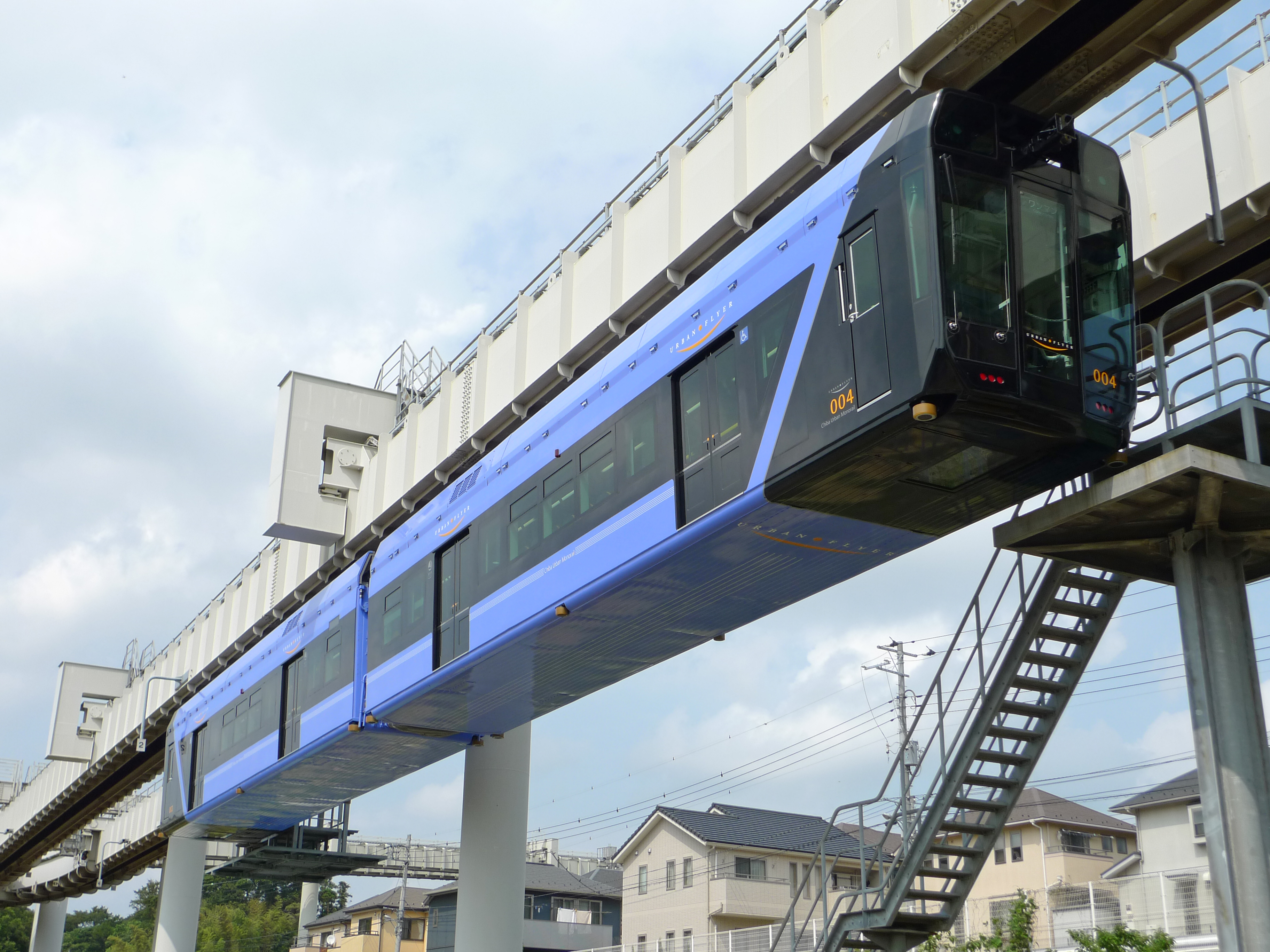
Міська монорейкова дорога

Монорейкова дорога, монорейка — різновид рейкового транспорту з одною рейкою.

## Історія

### Ранні роки
Перший прототип монорейки був виготовлений в Росії в 1820 році Іваном Єлмановим. Спроби створення монорейкових альтернатив звичайним залізницям робилися з початку 19 століття.
Монорейка Centennial Monorail була представлена на Всесвітній виставці у Філадельфії в 1876 році. За цим проєктом у 1877 році була побудована залізниця Бредфорд-Фостер-Брук, яка проіснувала один рік — з січня 1878 року по січень 1879 року.
Близько 1879 року Хаддон і Стрінгфеллоу незалежно один від одного запропонували «однорейкову» систему, яка використовувала перевернуту «V» рейку (і, таким чином, мала форму «Λ» в поперечному перерізі). Вона призначалася для військового використання, але також розглядалася як «дешева залізниця» для цивільного використання. Аналогічно, однією з перших систем, введених у практичне використання, була система французького інженера Шарля Лартіга, який побудував лінію між Баллібуніоном і Лістоуелом в Ірландії, відкриту в 1888 році, яка проіснувала 36 років і була закрита в 1924 році (через пошкодження під час Громадянської війни в Ірландії). Вона використовувала одну несучу рейку і дві нижні, зовнішні рейки для балансу, три рейки трималися на трикутних опорах. Вона була дешевою у будівництві, але складною в експлуатації. Можливо, першим локомотивом монорейки був паровоз 0-3-0 на цій лінії. Швидкісна монорейкова залізниця з використанням системи Лартіга була запропонована в 1901 році між Ліверпулем і Манчестером.
Бойнтонська велосипедна залізниця — парова монорейкова дорога в Брукліні на Лонг-Айленді, штат Нью-Йорк. Вона проходила по одній несучій рейці на рівні землі, але з дерев'яною верхньою стабілізуючою рейкою, задіяною парою горизонтально протилежних коліс. Залізниця проіснувала лише два роки, починаючи з 1890 року.
Велосипедна залізниця Готчкісса була монорейковою дорогою, по якій можна було їздити на відповідному педальному велосипеді. Перший зразок був побудований між Смітвілем і Маунт Голлі, штат Нью-Джерсі, в 1892 році. Він був закритий у 1897 році. Інші приклади були побудовані в Норфолку з 1895 по 1909 рік, Грейт-Ярмуті та Блекпулі, Велика Британія, з 1896 року.

### 1900—1950-ті роки
Ранні проєкти використовували подвійну фланцеву одинарну металеву рейку, альтернативну подвійній рейці звичайних залізниць, яка одночасно спрямовувала та підтримувала вагон монорейки. Підвісна версія, що збереглася, є найстарішою системою, яка все ще експлуатується: монорейка у Вупперталі в Німеччині. Також на початку 1900-х років були випробувані монорейки Gyro з вагонами, гіроскопічно збалансованими на одній рейці, але вони так і не вийшли за рамки прототипу. Система Юінга, що використовується в монорейкових залізницях штату Патіала в Пенджабі, Індія, спирається на гібридну модель з несучою єдиною рейкою і зовнішнім колесом для балансування. Високошвидкісна монорейкова дорога з використанням системи Лартіга була запропонована в 1901 році між Ліверпулем і Манчестером.
У 1910 році гіроскопічна монорейка Бреннана розглядалася для використання на вугільній шахті на Алясці. У червні 1920 року Французьке патентне відомство опублікувало FR 503782 Анрі Коанда на «Transporteur Aérien» — повітряний перевізник.
У першій половині 20-го століття було запропоновано багато інших проєктів, які або так і не вийшли за межі креслярської дошки, або залишилися недовговічними прототипами. Одна з перших монорейкових доріг, запланованих у Сполучених Штатах, була в Нью-Йорку на початку 1930-х років, пристосована для надземної системи поїздів.

### 1950—1980-ті роки
У другій половині 20-го століття монорейки зупинилися на використанні більшої колії на основі балок або балок, з транспортними засобами, що підтримуються одним набором коліс і керуються іншим. У 1950-х роках у Німеччині був побудований 40 % масштабний прототип системи, розрахований на швидкість 200 миль/год (320 км/год) на прямих ділянках і 90 миль/год (140 км/год) на кривих. Існували конструкції з транспортними засобами, що підтримувалися, підвішувалися або консольно кріпилися до балок. У 1950-х роках з'явилася конструкція Alweg, за якою послідував оновлений підвісний тип — система SAFEGE. Різновиди технології ALWEG використовуються двома найбільшими виробниками монорейкових доріг — Hitachi Monorail та Bombardier.
У 1956 році в Х'юстоні, штат Техас, почалася тестова експлуатація першої монорейкової дороги в США. У 1959 році в Діснейленді в Анагаймі, штат Каліфорнія, була відкрита перша в США щоденно діюча монорейкова система. Пізніше в цей період були встановлені додаткові монорейкові дороги в Дісней Ворлд у Флориді, Сіетлі та в Японії. Монорейки просувалися як футуристична технологія з виставковими інсталяціями та придбанням парків розваг, як це видно на прикладі старих систем, що використовуються сьогодні. Однак, монорейкові дороги не набули значного поширення у порівнянні з традиційними транспортними системами. У березні 1972 року Алехандро Гойкочеа-Омар опублікував патент DE1755198 на «Поїзд для хребетних», побудований в якості експериментальної колії в Лас-Пальмас-де-Гран-Канарія, Іспанія. Ніша приватних підприємств, які використовують монорейкові дороги, з'явилася з появою авіаперевезень і торгових центрів, де будувалися системи човникового типу.

### Сприйняття монорейкової дороги як громадського транспорту
З 1950 по 1980 роки концепція монорейкової дороги, як і всі системи громадського транспорту, можливо, страждала від конкуренції з автомобілем. У той час оптимізм після Другої світової війни в Америці був на висоті, і люди купували автомобілі у великій кількості завдяки субурбанізації та системі міждержавних автомагістралей. Монорейкові дороги, зокрема, могли постраждати від небажання органів управління громадським транспортом інвестувати у сприйняту високу вартість неперевіреної технології, коли вони стикалися з дешевшими зрілими альтернативами. Існувало також багато конкуруючих монорейкових технологій, що ще більше ускладнювало їх застосування. Одним з яскравих прикладів громадської монорейкової дороги є монорейка AMF, який використовувався як транспортний засіб під час Всесвітньої виставки 1964—1965 років.
Таке високовартісне сприйняття було піддано сумніву в 1963 році, коли консорціум ALWEG запропонував профінансувати будівництво великої системи в окрузі Лос-Анджелес, штат Каліфорнія, в обмін на право на експлуатацію. Ця пропозиція була відхилена Наглядовою радою округу Лос-Анджелес під тиском Standard Oil of California та General Motors (які були сильними прихильниками автомобільної залежності), а пізніша система метро зіткнулася з критикою відомого письменника Рея Бредбері, оскільки вона ще не досягла масштабу запропонованої монорейкової дороги.
Кілька монорейкових доріг, спочатку задуманих як транспортні системи, виживають за рахунок доходів, отриманих від туризму, користуючись унікальними видами, що пропонуються з переважно надземних споруд.

### Новітня історія
З 1980-х років більшість монорейкових систем громадського транспорту знаходяться в Японії, за деякими винятками. Токійська монорейкова дорога, одна з найбільш завантажених у світі, в середньому обслуговує 127 000 пасажирів на день і з 1964 року обслужила понад 1,5 мільярда пасажирів. Китай, який нещодавно розпочав розвиток монорейкового транспорту наприкінці 2000-х років, вже має найбільшу і найбільш завантажену монорейкову систему в світі і має низку монорейкових систем громадського транспорту, що будуються в декількох містах. У місті Уху будується монорейкова система Bombardier Innovia, а в ряді міст, таких як Гуан'ань, Лючжоу, Бенгбу і Гуйлінь, будується кілька систем «Cloudrail», розроблених компанією BYD. Монорейкові дороги продовжують використовуватися на нішевих ринках маршрутних перевезень і в парках розваг.
Сучасні монорейкові системи громадського транспорту використовують розробки компанії ALWEG з використанням балок і шин, при цьому широко застосовуються лише два підвісних типи. Конфігурації монорейкових доріг також були прийняті для поїздів на магнітній подушці. Починаючи з 2000-х років, зі зростанням заторів на дорогах і урбанізації, спостерігається відродження інтересу до технології громадського транспорту, і ряд міст, таких як Мальта і Стамбул, сьогодні досліджують монорейкові дороги як можливе рішення для громадського транспорту.
У 2004 році Чунцінський залізничний транспорт в Китаї прийняв унікальну конструкцію на основі ALWEG з рухомим складом, який набагато ширший, ніж більшість монорейок, з пропускною спроможністю, порівнянною з важкою залізницею. Це пов'язано з тим, що Чунцін перетинають численні пагорби, гори і річки, тому тунелювання неможливе, за винятком деяких випадків (наприклад, лінії 1 і 6), через надмірну глибину. На сьогодні це найбільша і найбільш завантажена монорейкова система у світі.
Сан-Паулу, Бразилія, будує дві монорейкові лінії великої пропускної здатності як частину своєї мережі громадського транспорту. Лінія 15 була частково відкрита в 2014 році, її довжина становитиме 27 км (17 миль) після завершення будівництва в 2022 році, а пропускна спроможність — 40 000 пасажирів на добу з використанням поїздів Bombardier Innovia Monorail. Лінія 17 матиме довжину 17,7 км (11,0 миль) і буде побудована за проєктом BYD SkyRail. Інші важливі монорейкові системи знаходяться на стадії будівництва, такі як дві лінії для Каїрської монорейкової дороги, дві лінії для MRT (Бангкок) та SkyRail Bahia в Бразилії.

## Типи та технічні аспекти
Сучасні монорейкові дороги залежать від великої суцільної балки в якості ходової поверхні транспортних засобів. Існує ряд конкуруючих конструкцій, які поділяються на два великі класи: монорейки з перехресними балками та підвісні монорейки. Найпоширенішим типом є монорейка, в якій поїзд рухається по сталевій або залізобетонній балці шириною від 2 до 3 футів (0,6 до 0,9 м). Вагон на гумових шинах контактує з балкою зверху і з обох боків для зчеплення і стабілізації транспортного засобу. Стиль був популяризований німецькою компанією ALWEG. Існує також історичний тип підвісної монорейкової дороги, розроблений німецькими винахідниками Ніколаусом Отто та Євгеном Лангеном у 1880-х роках. Він був побудований у містах-побратимах Бармен та Ельберфельд у Вупперталі, Німеччина, відкритий у 1901 році і досі експлуатується. Міська монорейкова дорога Чіба є найбільшою у світі підвісною мережею.

### Двигун
Майже всі сучасні монорейки приводяться в дію електродвигунами, що живляться від подвійних третіх рейок, контактних проводів або електрифікованих каналів, прикріплених до напрямних балок або укладених в них, але існують також монорейкові системи, що працюють на дизельному паливі. Історично деякі системи, такі як монорейка Лартіг, використовували паровози.

### Магнітна левітація
Системи поїздів на магнітній левітації (маглев), такі як німецький Transrapid, були побудовані як монорейкові дороги з перехресним типом руху. Шанхайський потяг на магнітній подушці працює в комерційній експлуатації зі швидкістю 430 км/год (270 миль/год), а також існують повільніші монорейки на магнітній подушці, призначені для міського транспорту в Японії (Linimo), Кореї (Маглев аеропорту Інчхон) та Китаї (лінія пекінського метрополітену S1 та Чанша Maglev Express). Однак, існує думка, що більша ширина напрямної колії для маглева робить його не правомірним називатися монорейковим транспортом.

### Стрілочний перевід
Деякі ранні монорейки (зокрема, підвісна монорейка у Вупперталі, Німеччина) мають конструкцію, яка ускладнює перехід з однієї лінії на іншу. Деякі інші монорейки максимально уникають перемикання, працюючи в безперервній петлі або між двома фіксованими станціями, як у монорейці Сіетл-Центр.
Сучасні монорейкові дороги здатні до більш ефективного перемикання, ніж у минулому. У підвісних монорейках перемикання може здійснюватися шляхом переміщення фланців всередині прогону для переведення поїздів на ту чи іншу лінію.
Монорейки з перехресною балкою вимагають, щоб балка рухалася для перемикання, що було майже заборонено обтяжливою процедурою. Зараз найпоширенішим способом досягнення цього є розміщення рухомого апарата на міцній платформі, здатній витримати вагу транспортних засобів, балок і власного механізму. Багатосегментні балки пересуваються на роликах, щоб плавно вирівняти одну балку з іншою, щоб відправити поїзд в потрібному напрямку, причому конструкція, спочатку розроблена компанією ALWEG, здатна виконати перемикання за 12 секунд. Деякі з цих стрілочних переводів досить складні, здатні перемикатися між кількома балками або імітувати залізничний подвійний переїзд. Технічні характеристики транспортних засобів, як правило, не є відкритими для громадськості, як це є стандартним для рухомого складу, побудованого для громадських служб
Альтернативою використанню стрілочного переводу або іншої форми є використання поворотної платформи, коли вагон стоїть на ділянці колії, яка може бути переорієнтована на декілька різних колій. Наприклад, це може бути використано для того, щоб переключити вагон з місця зберігання на головну лінію. Нині закрита Сіднейська монорейкова дорога мала траверсу в депо, яка дозволяла обміняти потяг на головній лінії на інший з депо. У депо було близько шести ліній, включаючи одну для технічного обслуговування.

### Градієнт
Монорейки з гумовим покриттям зазвичай розраховані на ухил 6 %. Лінії легкої залізниці або метро на гумових шинах можуть витримувати подібні або більші ухили — наприклад, метро Лозанни має ухили до 12 %, а метро Монреаля — до 6,5 %, в той час як системи VAL можуть витримувати ухили до 7 %.

## У гірництві
Використовується в гірничих виробках, викривлених в горизонтальній і вертикальній площинах.
Монорейковий шлях складається з довгастих в одну нитку відрізків двотаврових балок або рейок і сполучених між собою встик за допомогою хомутів. Стикові ділянки є місцями підвіски монорейки до кріплення виробки або до спеціальних опор. Тягове зусилля створюється канатом (кінцевим або нескінченним) з приводом у вигляді лебідки або малогабаритним локомотивом з двигуном інерційного типу або дизельним. Вантаж у контейнерах або пакетах на гаках підвішується до рами возика або безпосередньо до локомотива.
У підземних умовах монорейкові і підвісні канатні установки довжиною до 2 км застосовують у виробках висотою понад 1,7 м і з кутом нахилу від 0 до 30°. Продуктивність М.д. для доставки кріплення, матеріалів і устаткування на відстань 1 — 1,5 км із швидкістю 0,25 — 1,85 (2,0) м/с дорівнює 10 — 35 т/год, перевізна здатність канатних установок для переміщення людей при швидкості 1,2 м/с досягає 200 чол/год. Комплекс устаткування шахтної підвісної М.д. з дизелевозами є більш універсальним, забезпечує перевезення матеріалів, устаткування, людей по розгалуженій трасі підземних виробок необмеженої довжини під кутом нахилу до 30°. Удосконалення монорейкових, канатних та надґрунтових доріг в нашій та ін. країнах відбувається в напрямку збільшення швидкості руху, спрощення конструкцій і підвищення їх надійності.

Монорейкова дорога

Монорейкові дороги ДМК. мають колію, підвішену до кріплення виробки. В таку дорогу (рис.) включаються: кінцевий блок 1; замкнутий тяговий канат 2 і пристрій для його підтримування 3; пасажирська вагонетка 4 або вантажні каретки 5; приводний візок 6, який кріпиться до каната; монорейка 7; вузол відхиляючих блоків 8, натяжний пристрій 9 і приводна станція 10. Біля місця завантаження устаткування (матеріали) або породу укладають відповідно на піддони і контейнери, які підвішуються талями до кареток 5, з'єднаних з візком 6 за допомогою тяг.
Монорейкові дороги ДМД з дизельним локомотивом являють собою перспективний транспортний засіб. Вони здатні перевозити у вагонетках як людей, так і вантажі. Підвісна колія такої дороги робиться із двотаврових балок. На розгалуженнях установлюються стрілочні переводи. Оскільки локомотив виготовляється у вибухобезпечному виконанні, це дозволяє експлуатувати дороги ДМК на шахтах, небезпечних по газу і пилу.

### Історія
Натхненна Столітньою монорейкою, продемонстрованою у 1876 році, у 1877 році залізниця Бредфорд і Фостер Брук розпочала будівництво лінії довжиною 5 миль (8,0 км), що з'єднувала Бредфорд і селище Фостер, округ Мак-Кін, штат Пенсільванія. Лінія працювала з 1878 по 1879 рік, доставляючи машини та нафту. Перший двокотельний локомотив швидко зносився. Його замінили на однокотельний локомотив, який виявився занадто важким і на третій поїздці пробив колію. Третій локомотив знову був двокотловим. Під час пробного запуску один з котлів перегорів і вибухнув, вбивши шістьох людей. Незабаром залізниця була закрита.
Монорейкові дороги на Центральній Яві використовувалися для транспортування деревини з лісів Центральної Яви, розташованих в горах, до річок. У 1908 та 1909 роках лісник Х. Й. Л. Бек побудував монорейкову дорогу з ручним керуванням обмеженої, але достатньої пропускної здатності для перевезення невеликих лісоматеріалів та дров у лісовому районі Північна Сурабая. Надалі цю ідею розвинув Л. А. ван де Вен, який працював лісничим у лісовому районі Гробоган приблизно в 1908—1910 роках. Монорейкові дороги були побудовані операторами плантацій і деревообробними компаніями по всій гірській місцевості Центральної Яви. Однак у 1919/1920 роках монорейкові дороги з ручним керуванням поступово зникли і були замінені вузькоколійними залізницями з паровозами, оскільки змінилося лісокористування.
У 1920-х роках порт Гамбурга використовував бензинову підвісну монорейкову дорогу для перевезення багажу і вантажів з океанських суден до пасажирського депо.
На півночі пустелі Мохаве в 1924 році була побудована монорейкова дорога Епсом-Солс. Вона пролягала на 28 миль від станції на залізниці Трона на схід до родовищ епсоміту в горах Оулсхед. Ця монорейкова дорога типу Лартіг досягала ухилів до десяти відсотків. Вона працювала лише до червня 1926 року, коли родовища мінералів стали економічно невигідними, і була розібрана на металобрухт наприкінці 1930-х років.
У Радянському Союзі Лисковську монорейкову дорогу в Нижегородській області спроєктував інженер лісової промисловості Іван Городцов. Лінія типу Лартіг довжиною близько 50 км (31 миля) була відкрита в листопаді 1934 року для з'єднання села Сільська Маза з селами Бакалди і Ялокша для перевезення деревини. За цим прикладом було побудовано окрему вантажно-пасажирську монорейкову дорогу довжиною 42 км (26 миль) від міста Бор до села Завражне, де розроблявся ліс і торф. Лисковська монорейкова дорога припинила свою роботу в 1949 році[джерело не вказано].
Британська фірма Road Machines (Drayton) Ltd розробила модульну наземну монорейкову систему з рейковими сегментами висотою 9 дюймів (230 мм), довжиною від 4 до 12 футів (від 1,2 до 3,7 м), що проходили між опорними плитами. Перша система була продана в 1949 році і використовувалася в промисловості, будівництві та сільському господарстві по всьому світу. Компанія припинила торгівлю в 1967 році. Система була адаптована для використання у фільмі про Джеймса Бонда «Живеш тільки двічі». Приклад системи існує в музеї та центрі спадщини Амберлі у Великій Британії.

### Останні застосування
Дуже маленькі і легкі системи широко використовуються на фермах для транспортування таких культур, як банани. Вперше розроблені в Японії, промислові версії вагонеток використовуються в сільському господарстві на крутих схилах, таких як цитрусові сади в Японії і виноградники в Італії. Один з європейських виробників стверджує, що вони встановили 650 систем по всьому світу.
У гірничодобувній промисловості підвісні монорейкові дороги використовуються завдяки їх здатності спускатися і підніматися крутими тунелями за допомогою рейкового приводу. Це значно знижує вартість і довжину тунелів, в деяких випадках до 60 %, які в іншому випадку повинні мати пологий ухил, щоб підходити для автомобільного транспорту або звичайних залізниць.
З 2020 року в порту Циндао будується підвісна монорейкова дорога, здатна перевозити повністю завантажені 20- і 40-футові контейнери, перша черга якої була введена в експлуатацію в 2021 році.

## Інтернет-ресурси
- Schwebebahn [Архівовано 2016-08-19 у Wayback Machine.] Monorail in Wuppertal, Germany
- Monorail Monorail in Sydney, Australia
- Minirail at the Expo 67
- Innovative Transportation Technologies — a website for the Transportation engineering and Urban planning programs at the University of Washington
- The Disneyland Monorail — Article on how a rubber-wheeled monorail works.
- The Monorail Society — home page of a volunteer organization promoting monorails, with over 600 separate pages including News Briefs, a World List and a Technical Section
- «One-Track Wonders: Early Monorails» — Site with many images of imagined and real monorails
- The unknown Russian monorail ((рос.); translated to English)
- Maglev Monorail — Official site of the International Maglev Board

| Автошлях | Це незавершена стаття про транспорт. Ви можете допомогти проєкту, виправивши або дописавши її. |